# Stéphane Séjourné

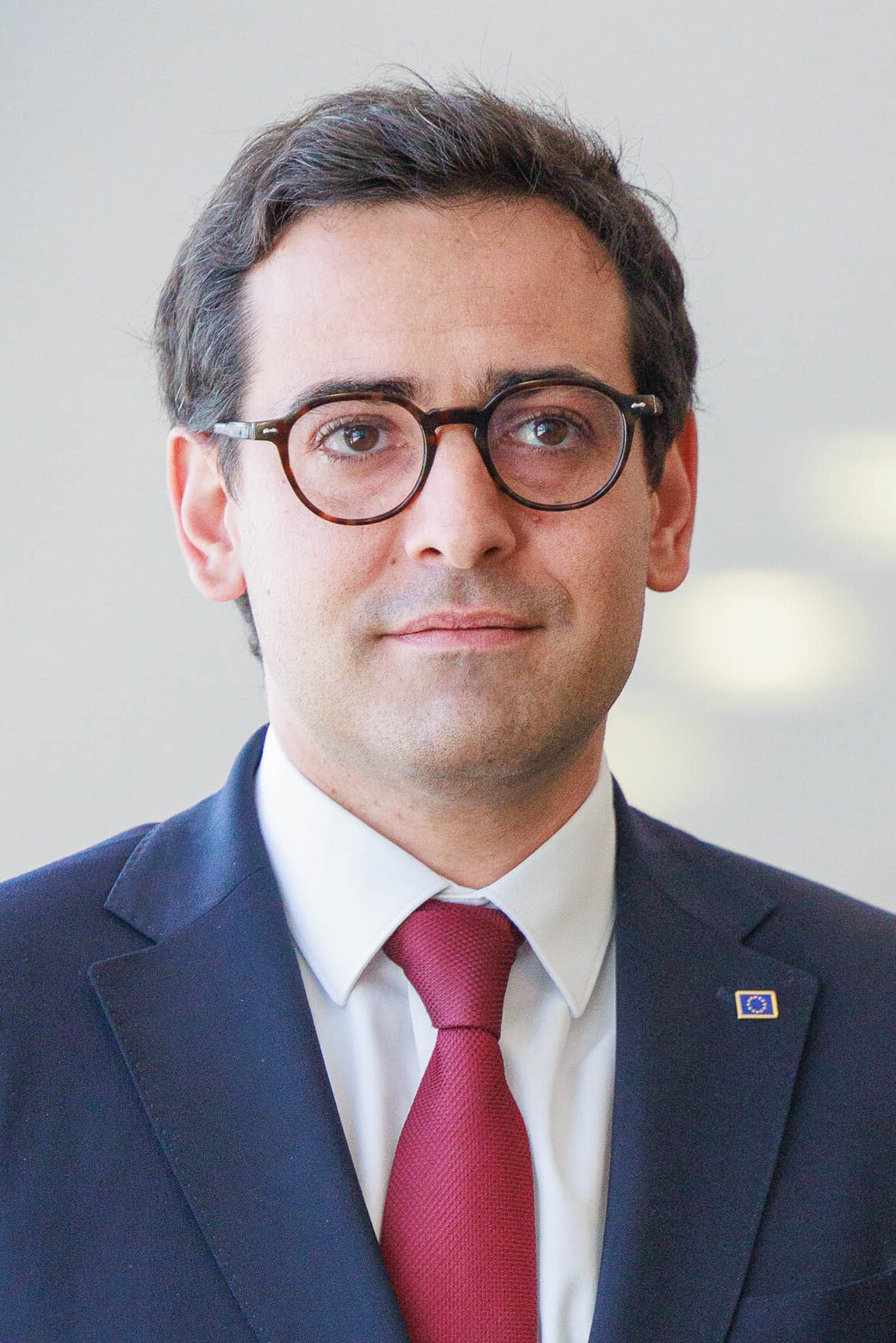
Stéphane Séjourné (2024)

Stéphane Séjourné (* 26. März 1985 in Versailles) ist ein französischer Politiker (RE). Er war von 2019 bis 2024 Mitglied des Europäischen Parlaments und dort von 2021 bis 2024 Vorsitzender der liberalen Fraktion Renew Europe. Von Januar bis September 2024 war er Außenminister Frankreichs. Seit September 2022 ist er Vorsitzender der Regierungspartei Renaissance und seit Dezember 2024 in der Kommission von der Leyen II einer der Exekutiven Vizepräsidenten der EU-Kommission.

## Leben und politische Karriere
Aufgrund der beruflichen Laufbahn seines Vaters verbrachte Séjourné einen Teil seiner Kindheit und Jugend in Spanien, Mexiko und Argentinien. Unter dem Eindruck der argentinischen Wirtschaftskrise trat er im Alter von 17 Jahren dem französischen Parti socialiste (PS) bei. Nach dem Abitur in Buenos Aires studierte er Jura an der Universität Poitiers (mit einem Erasmus-Aufenthalt in Granada). Séjourné engagierte sich in der Studentengewerkschaft UNEF sowie bei den Jungen Sozialisten und protestierte gegen die Einführung des Contrat première embauche (Arbeitsvertrag ohne Kündigungsschutz für junge Leute). Innerhalb der Sozialistischen Partei gehörte er zu den Unterstützern von Dominique Strauss-Kahn. Von 2012 bis 2014 arbeitete Séjourné als Berater von Jean-Paul Huchon (PS), dem Präsidenten des Regionalrats der Île-de-France. Im Oktober 2014 wechselte er in den Stab des damaligen Wirtschaftsministers Emmanuel Macron.
Séjourné beteiligt sich 2015 an der Gründung der Gruppe Jeunes avec Macron („Jugend mit Macron“), dann der Bewegung En Marche, die zur Partei La République en Marche (LREM), heute Renaissance (RE), wurde. Im Vorfeld der Präsidentschaftswahl von 2017 fungierte er als Berater und Wahlkampfmanager Macrons, der ihn nach seiner Wahl als politischen Berater in das französische Präsidialamt, den Élysée-Palast, holte. Im Januar 2019 wurde Séjourné Spitzenkandidat und Wahlkampfleiter der Liste Renaissance (bestehend aus LREM und kleineren pro-europäischen Mitte-Parteien) für die Europawahl.
Nach seiner Wahl ins Europäische Parlament im Mai 2019 schloss sich Séjourné dort der liberalen Fraktion Renew Europe an, in der er die französische Delegation leitete. Er gehörte von 2019 bis Januar 2022 dem Rechtsausschuss und von September 2020 bis März 2022 dem Sonderausschuss für Künstliche Intelligenz im digitalen Zeitalter an. Von 2019 bis 2021 war er Vorsitzender der Delegation für die Beziehungen zum Mercosur. Danach gehörte er der Delegation als einfaches Mitglied an, ebenso der Parlamentarischen Versammlung Europa-Lateinamerika. Im Oktober 2021 wurde Séjourné als Nachfolger Dacian Cioloșs zum Fraktionsvorsitzenden von Renew Europe gewählt. Ab Juni 2022 war er Mitglied im Ausschuss für die Rechte der Frauen und die Gleichstellung der Geschlechter. Er war auch Mitglied der MEPs Against Cancer Group und des European Internet Forum.
Vom 11. Januar 2024 bis zum 5. September 2024 war Séjourné Außenminister Frankreichs im Kabinett Attal. Im Zuge seiner Ernennung zum Außenminister legte er sein Mandat im Europaparlament nieder; für ihn rückte Guy Lavocat nach.
Nach dem Rückzug von Thierry Breton aus der EU-Kommission am 16. September 2024 nominierte Präsident Emmanuel Macron Séjourné als französischen EU-Kommissar für die Kommission von der Leyen II; er wurde als Exekutivvizepräsident für Wohlstand und Industriestrategie und Kommissar für Industrie, KMU und den Binnenmarkt ernannt und kam gemeinsam mit der restlichen Kommission am 1. Dezember 2024 ins Amt.

## Privates
Séjourné lebte von 2017 bis 2022 in einer eingetragenen Lebenspartnerschaft (PACS) mit dem Politiker Gabriel Attal.